# Каплиця Великомученика Георгія Побідоносця (Біла Церква)
Каплиця Великомученика Георгія Побідоносця — пам'ятник загиблим білоцерківцям у Радянсько-афганській війні (1979—1989), водночас православна каплиця в місті Біла Церква, Київська область.
Розташований пам'ятник-каплиця серед багатоповерхівок масиву Леваневського на одному з трьох бульварів Білої Церкви — Княгині Ольги.
Станом на грудень 2014 року капличкою опікується протоієрей отець Вадим Оляніцький.

## Галерея

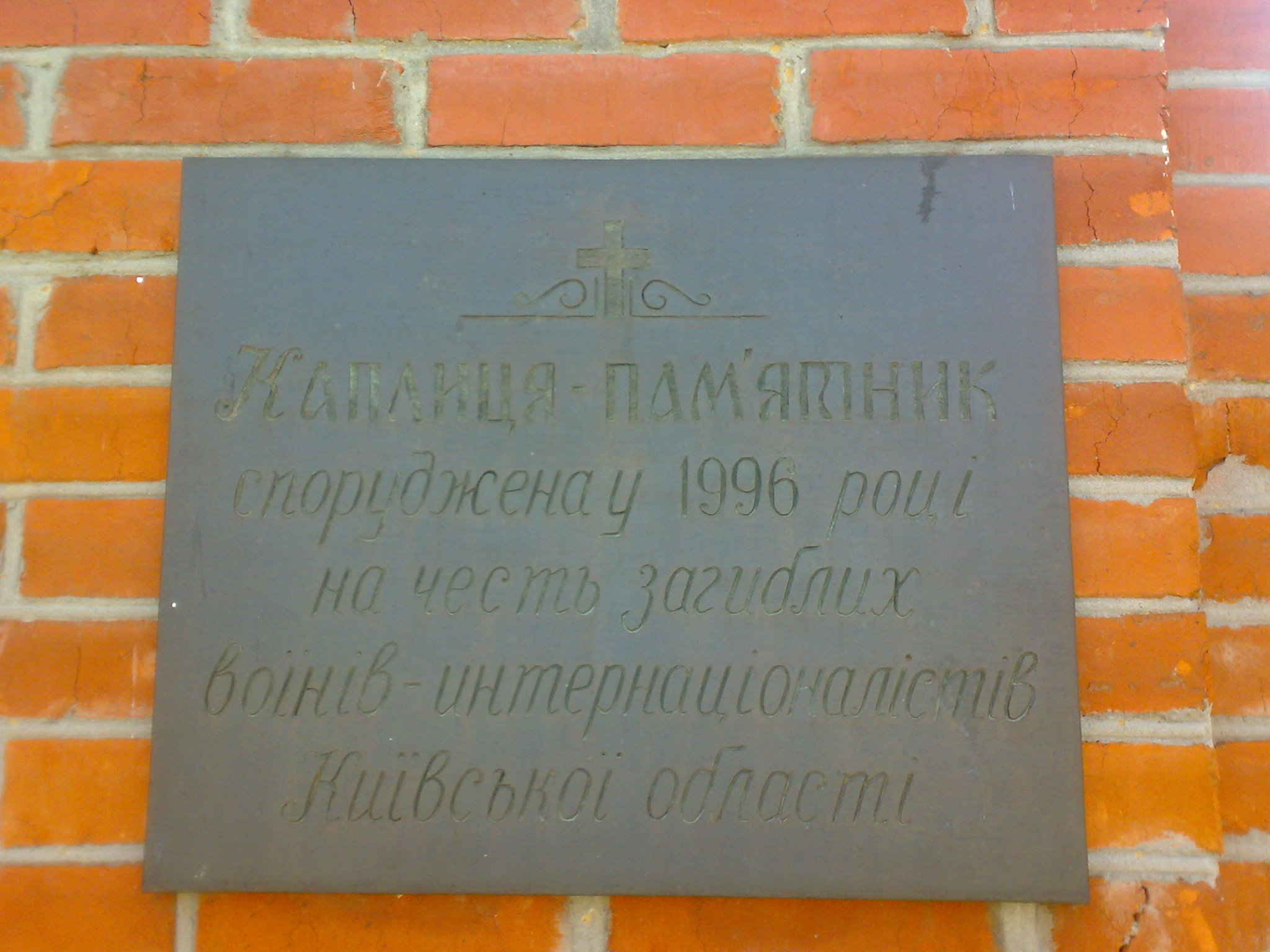
Дошка з інформацією про пам'ятник
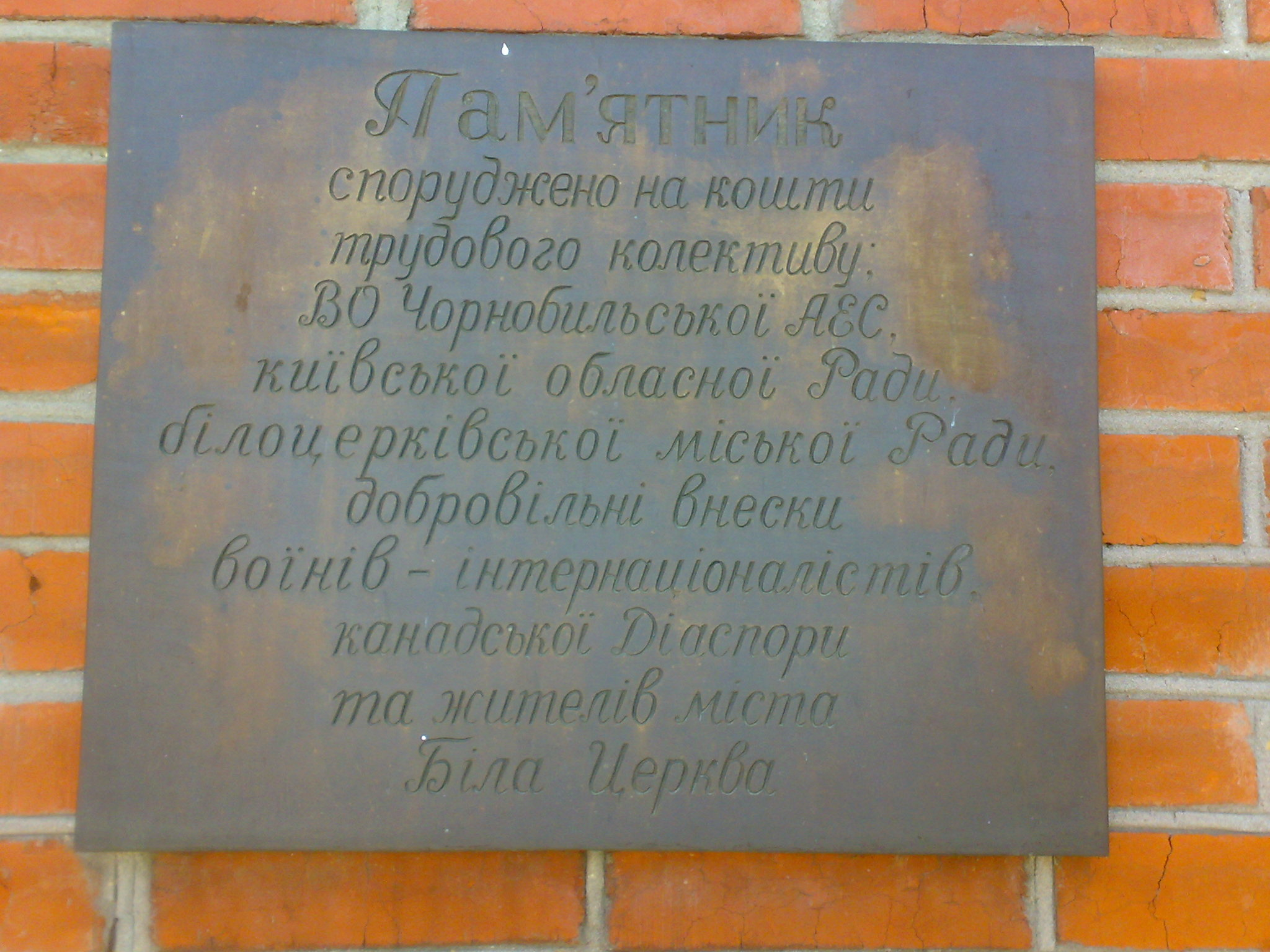
Дошка з інформацією про меценатів будівництва
Пам'ятний камінь воїнам-інтернаціоналістам на честь закладення каплиці (пошкоджений вандалами)